# 1813 dans le catholicisme
Chronologie du catholicisme
- 1809
- 1810
- 1811
- 1812
- 1813
- 1814
- 1815
- 1816
- 1817

Cet article présente les faits marquants de l'année 1813 dans le catholicisme.

## Naissance
- 2 décembre : Melchior de Marion-Brésillac, prélat français, premier vicaire apostolique de Coimbatore et évêque titulaire de Pruse (de) († 25 juin 1859)

## Décès
- 16 avril : Vicente Blasco García, prêtre, philosophe et théologien espagnol (° 13 mars 1735)
- 2 mai : Antonio Despuig y Dameto, cardinal espagnol, archevêque de Séville (° 30 mars 1745)
- 1er juin : Jean-Baptiste Aubry, prêtre et homme politique français, évêque constitutionnel de la Meuse (° 17 avril 1736)
- 9 juillet : Jean-Baptiste Duvoisin, prélat français, évêque de Nantes (° 19 octobre 1744)
- 30 septembre : Charles Vincent Barbedette, prêtre réfractaire français (° 25 septembre 1742)